# 488. pehotni polk (Wehrmacht)
Za druge 488. polke glejte 488. polk.
488. pehotni polk (izvirno nemško Infanterie-Regiment 488) je bil eden izmed pehotnih polkov v sestavi redne nemške kopenske vojske med drugo svetovno vojno.

## Zgodovina
Polk je bil ustanovljen 26. avgusta 1939 kot polk 4. vala v WK XI iz nadomestnih bataljonov: I. in II. (nadomestnega) 63. ter nadomestnega 98. gorskega polka; polk je bil dodeljen 268. pehotni diviziji. 
12. oktobra 1940 je bil III. bataljon izvzet iz sestave in dodeljen 438. pehotnemu polku; bataljon je bil nadomeščen.
Leta 1942 je bil I. bataljon razpuščen v bojih.
15. oktobra 1942 je bil polk preimenovan v 488. grenadirski polk.